# Trento-klass
Trento-klassen var en klass av två tunga kryssare som byggdes för italienska Regia Marina (kungliga flottan) i slutet av 1920-talet, de första fartygen av denna typ som byggdes för den italienska flottan. De två fartygen i klassen - Trento och Trieste - var uppkallade efter städerna Trento och Trieste som annekterades från Österrike-Ungern efter segern i första världskriget. Fartygen var mycket svagt bepansrade, med endast ett 70 mm tjockt pansarbälte, även om de hade ett tungt huvudbatteri med åtta 20,3 cm kanoner. Nominellt byggdes de två kryssarna enligt restriktionerna i Washingtonavtalet, men de överskred ändå de deplacement gränser som fördraget föreskrev.
Under mellankrigstiden tjänstgjorde de två kryssarna i kryssardivisionen och alternerade ofta som divisionens flaggskepp. Trento gjorde två omfattande utlandsresor, den första var en turné till sydamerikanska länder i mitten och slutet av 1929 och den andra var en insats i Kina för att skydda italienska medborgare under det kinesiska inbördeskriget. År 1938 hjälpte Trieste till med repatrieringen av italienska frivilliga soldater som hade stridit i Spanien under det spanska inbördeskriget. Båda fartygen deltog i omfattande insatser under andra världskriget, bland annat i slaget vid Kalabrien, Kap Spartivento och Kap Matapan. Trieste skadades av en brittisk ubåt i november 1941 och missade därför det första och andra slaget vid Sirte, där Trento vid det senare slaget skadade en brittisk jagare.
Trento torpederades och sänktes av ett brittiskt torpedflygplan och en ubåt i juni 1942 med stor förlust av människoliv. I april 1943 sänktes Trieste också i hamn vid La Maddalena under en attack av amerikanska tunga bombplan. Bärgningsarbetet inleddes 1950, och efter att det konstaterats att fartygets motorer hade bevarats av läckande brännolja såldes skrovet till den spanska flottan, som planerade att bygga om fartyget till ett lätt hangarfartyg. Planen avbröts så småningom 1956 på grund av stigande kostnader för projektet, och Trieste skrotades 1959.

## Design
I början av 1920-talet påbörjade Regia Marina designsstudier för kryssare som skulle uppfylla begränsningarna i Washingtonfördraget, som begränsade kryssare till ett deplacement på 10 160 ton och en bestyckning med 20,3 cm kanoner. Konstruktionen för det som blev Trento-klassen utarbetades av general Filippo Bonfiglietti 1923. 1924 påbörjade den franska flottan den första av två kryssare i Duquesne-klassen, vilket fick Regia Marina att beställa två fartyg som ett svar. Konstruktörerna betonade mycket hög hastighet, vilket krävde en betydande minskning av pansaret för att hålla fartygen inom deplacementgränsen. Dessutom utformades de med ett smalt skrov för att kunna nå höga hastigheter, vilket försämrade deras stabilitet. Detta skulle bli det allmänna mönstret för italienska kryssare och jagare som byggdes på 1920- och 1930-talen, med undantag för de senare kryssarna av Zara-klassen och några av de senare kryssarna av Condottieri-klassen.
Medan fartygen fortfarande konstruerades uttryckte officerare i Regia Marina oro för Trentos tunna pansar. Som ett resultat beställde flottan den mer balanserade Zara-klassen, som hade ett betydligt tjockare pansar. Den lättbyggda Trento-designen utgjorde ändå grunden för kryssarna i Veinticinco de Mayo-klassen som byggdes av Odero Terni Orlando för den argentinska flottan; de argentinska fartygen var något mindre, med tunnare pansar och 19 cm kanoner. En besläktad design som byggdes för den italienska flottan, Bolzano, började byggas 1930 och togs i bruk 1933. Även om Bolzano var helt annorlunda än de andra två fartygen anses hon ibland vara en medlem av Trento-klassen.

### Generella egenskaper

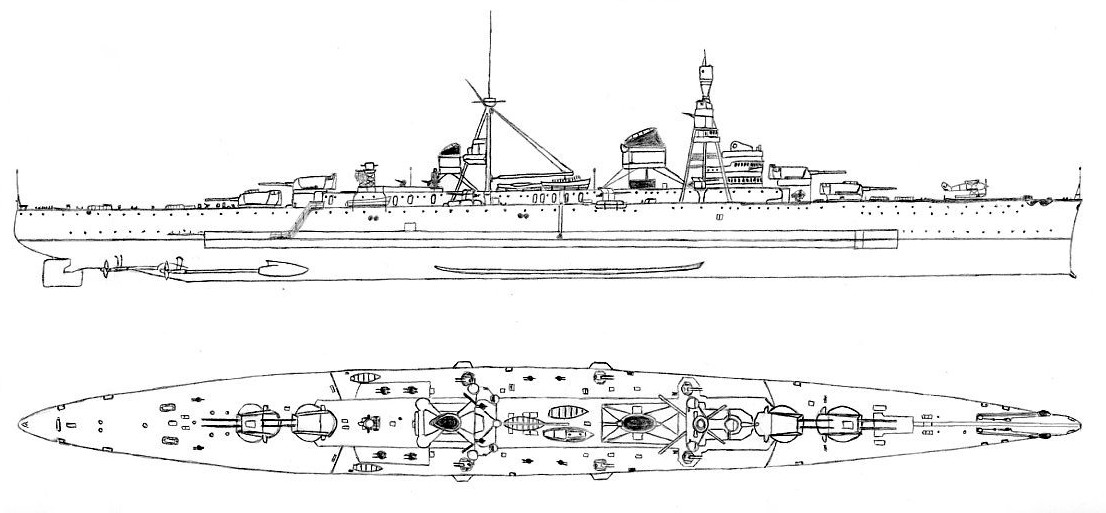
Ritning över Trento-klassen.

Fartygen i Trento-klassen var 196,96 meter långa. De hade en bredd på 20,6 meter och ett djupgående på 6,8 meter. De hade ett deplacement på mellan 10 505 och 13 548 ton vid full last, även om deras deplacement nominellt låg inom den begränsning på 10 160 ton som fastställdes i Washingtonavtalet. Deras skrov hade ett jämnt däck och en bulbstäv, vilket var första gången det senare användes på ett italienskt örlogsfartyg. Fartygen färdigställdes med ett par trebenta master, men vid försök visade det sig att de vibrerade för mycket, och förmasten förstärktes med två extra ben. De hade en besättning på 723 officerare och värnpliktiga, men under kriget ökade antalet till 781. De hade ett par IMAM Ro.43 sjöflygplan för spaning; hangaren var placerad under förmasten och en fast katapult var monterad på mittlinjen vid fören.
Trento-klassen kryssare hade fyra Parsonturbiner som drevs av tolv oljeeldade Yarrowpannor. Pannorna var uppdelade i tre pannrum med fyra stycken vardera; två drev de främre motorerna som drev de yttre propellrarna och de övriga fyra var fördelade på turbinerna som drev de centrala axlarna. Motorerna var dimensionerade till 150 000 axelhästkrafter (110 000 kW) för en toppfart på 36 knop (67 km/h). Vid sjötester nådde Trieste endast 35,65 knop (66,02 km/h) och Trento klarade något mindre än så; dessa hastigheter kunde endast uppnås med en mycket lätt deplacement, och i tjänst var hennes praktiska toppfart endast 31 knop (57 km/h). Fartygen medförde 2 214 ton brännolja, vilket gav en räckvidd på 4 160 nautiska mil (7 700 km) vid en hastighet på 16 knop (30 km/h).

### Pansar och bestyckning
Trento och Trieste var beväpnade med ett huvudbatteri med åtta 20,3 cm Mod 24 50-kalibriga kanoner i fyra torn. Tornen var placerade i par i fören och aktern och kunde höjas upp till 45 grader, vilket gav en maximal räckvidd på 27 000 meter. De hade en eldhastighet på tre skott per minut, och kanonerna måste ställas om till 15 grader för att ladda om. Tornen var elektriskt manövrerade, inklusive ammunitionshissarna. Kanonerna led av dålig precision, som många andra italienska kanoner från den här perioden. De levererades ursprungligen med 125-kilograms granater som avfyrades med en mynningshastighet på 905 meter per sekund, men granaterna och drivladdningarna reducerades till 118 kg och 840 m/s i ett misslyckat försök. Problemet berodde till stor del på dålig kvalitetskontroll i de italienska ammunitionsfabrikerna, som inte lyckades säkerställa de snäva tillverkningstoleranser som krävs för att få tillförlitliga granater. Eldledning tillhandahölls av ett par Barr & Stroud 5 meter-avståndsmätare.
Luftvärnet tillhandahölls av ett batteri med sexton 10 cm 47-kalibriga kanoner i dubbelmontage, fyra Vickers-Terni 40 mm/39 kanoner i enkelmontage och fyra 12,7 mm kulsprutor. 10 cm-kanonerna var kopior av österrikisk-ungerska kanoner som konstruerats 1910 av Škoda och som placerades i nykonstruerade dubbla fästen som kunde höjas till 85 grader för en maximal räckvidd på 15 240 meter. Utöver kanonerna bar de åtta 53,3 cm torpedtuber i fyra dubbelmontage. Fartygens sekundärartilleri reviderades flera gånger under deras livstid. Båda fartygen fick sina 10 cm kanoner utbytta mot nyare Mod 31-versioner av samma kaliber. Breda M1932-kanoner och åtta 13,2 mm Breda M1931-kulsprutor, alla i dubbla fästen, installerades i deras ställe. År 1942 fick Trento fyra 20 mm 65-kalibriga Breda M1940-kanoner i enkelmontage, och Trieste fick åtta av dessa kanoner året därpå.
Båda fartygen var skyddade med ett bepansrat citadell som täckte fartygens vitala delar, inklusive maskinrum och ammunitionsmagasin. Det vertikala pansarbältet var 70 mm tjockt och löpte från 8 meter framför de främre huvudbatterierna till 5 meter bakom de bakre kanontornen. Vardera änden av bältet täcktes av pansarskott 60 mm tjocka på den övre delen; det främre skottet hade en nedre sektion som var reducerad till 50 mm, och det bakre skottets nedre del var reducerad till 40 mm. Deras pansardäck var 50 mm tjockt i fartygets centrala del och 20 mm akterut, med 30 mm tjocka sluttande sidor. Pansardäcket sträckte sig inte fram till citadellet. Tornet hade 100 mm tjocka sidor och ett 50 mm tjockt tak.

## Skepp i klassen
| Namn    | Varv                             | Kölsträckt      | Sjösatt         | Levererad        |
| ------- | -------------------------------- | --------------- | --------------- | ---------------- |
| Trento  | Cantiere navale fratelli Orlando | 8 februari 1925 | 4 oktober 1927  | 3 april 1929     |
| Trieste | Stabilimento Tecnico Triestino   | 22 juni 1925    | 20 oktober 1926 | 21 december 1928 |

## Tjänstgöring

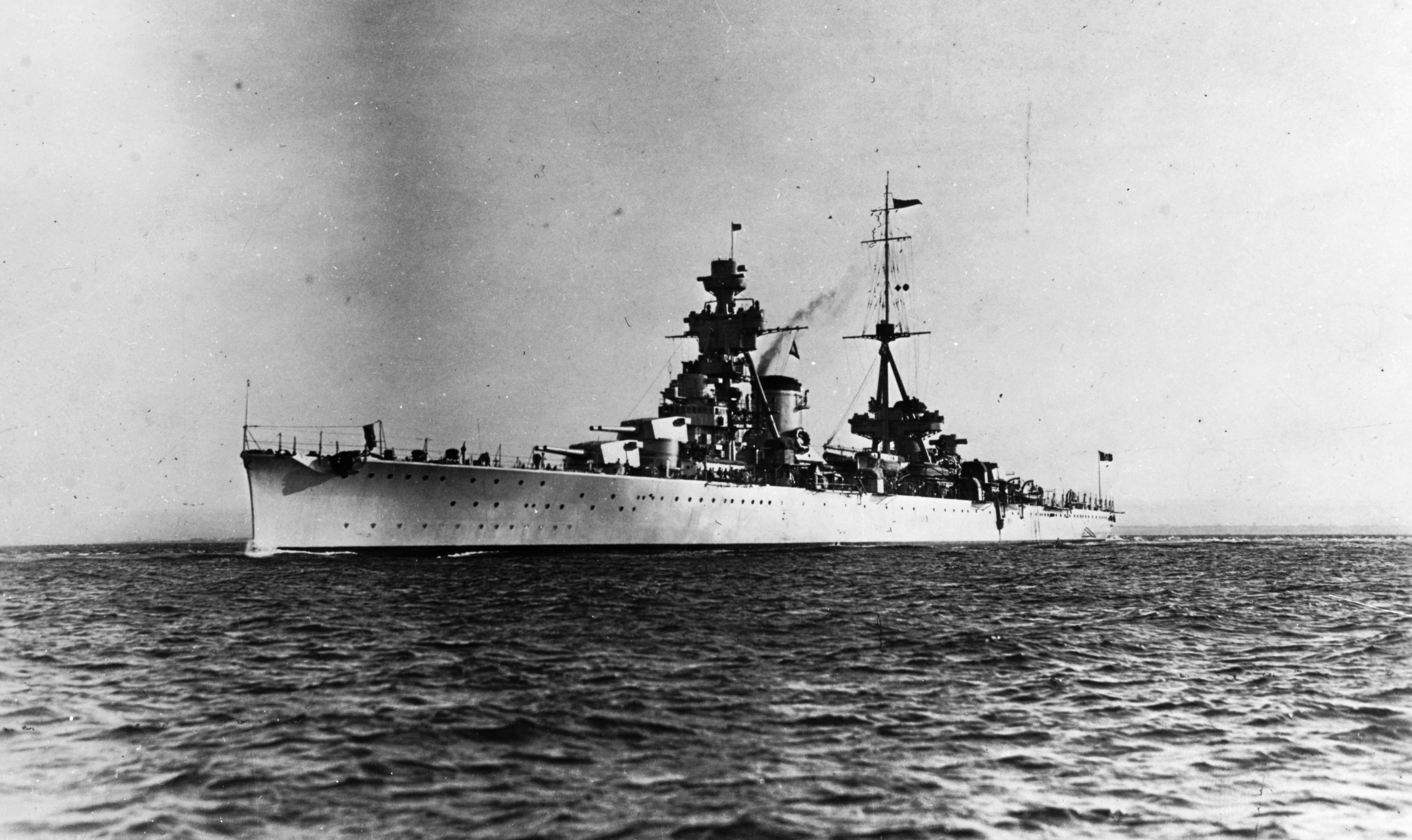
Trieste 1930.

Trento och Trieste är uppkallade efter de två största städerna som Italien tog från Österrike-Ungern efter första världskriget. De fungerade ofta som flaggskepp för kryssardivisionen under hela 1930-talet. Under förkrigstiden gjorde Trento långa resor utomlands, bland annat en tur i Sydamerika från maj till oktober 1929 och en insats i Kina från januari till juni 1932 för att skydda italienska medborgare under det kinesiska inbördeskriget. Båda fartygen deltog i ett stort antal uppvisningar som hölls för besökande utländska ledare under 1930-talet, däribland Adolf Hitler från Nazityskland och Miklós Horthy, Ungerns regent. År 1938 hjälpte Trieste till att transportera soldater från Corpo Truppe Volontarie (frivilligkåren), som hade skickats till Spanien för att kämpa i det spanska inbördeskriget, tillbaka till Italien.
När Italien gick in i andra världskriget i juni 1940 deltog Trento och Trieste i omfattande strider mot brittiska styrkor i Medelhavet, bland annat i slaget vid Kalabrien, vid Kap Spartivento och Kap Matapan i juli och november 1940 respektive mars 1941. Trento var också närvarande vid Kalabrien, där hon stred mot brittiska kryssare. I slaget vid Kap Spartivento fick antingen Trento eller Trieste in en träff på den brittiska kryssaren HMS Berwick, och Trieste blev kortvarigt anfallet av, men inte allvarligt skadad av slagkryssaren HMS Renown. Vid Kap Matapan mötte de två kryssarna flera brittiska kryssare på mycket långt håll, men ingen av dem fick in några träffar.
I november 1941 torpederades Trieste av ubåten HMS Utmost och tillbringade större delen av det följande året under reparation. Under tiden var Trieste också närvarande under de resultatlösa första och andra slaget vid Sirte, och vid det senare skadade hon allvarligt en brittisk jagare. Båda kryssarna hade också ofta fått till uppgift att eskortera konvojer för att förse italienska styrkor i Nordafrika samt att hindra brittiska konvojer till ön Malta i centrala Medelhavet. Under ett av de senare uppdragen att attackera den brittiska Operation Harpoon-konvojen i juni 1942 torpederades Trento två gånger, först av ett Bristol Beaufighter torpedflygplan och sedan sänkt av ubåten HMS Umbra med mycket stora förluster av människoliv 15 juni; av en besättning på 51 officerare och 1 100 värnpliktiga män dödades 549 i förlisningen och ytterligare 21 dog senare av sina skador.
Trieste återvände till strid i augusti 1942 för en operation som ställdes in efter att en annan italiensk kryssare torpederats av en brittisk ubåt. Trieste flyttades till La Maddalena, Sardinien, där hon senare sänktes av amerikanska bombplan 10 april 1943. Bärgningen av Trieste påbörjades 1950. Hennes överbyggnad kapades bort och hon flottades och bogserades till La Spezia. En inspektion visade att brännolja hade läckt in i maskinrummen, vilket skyddade dem medan fartyget hade varit nedsänkt. Den spanska flottan köpte skrovet 1952 och lät bogsera det till Ferrol, med planer på att bygga om fartyget till ett lätt hangarfartyg. Projektet gick till slut i stöpet på grund av de ökande kostnaderna för projektet, vilket tvingade fram en avbeställning 1956. Hon skrotades slutligen 1959.